# Kirkland (Illinois)
Kirkland és una població dels Estats Units a l'estat d'Illinois. Segons el cens del 2000 tenia 1.166 habitants.

## Demografia
Segons el cens del 2000, Kirkland tenia 1.166 habitants, 430 habitatges, i 307 famílies. La densitat de població era de 398,4 habitants/km².
Dels 430 habitatges en un 40% hi vivien nens de menys de 18 anys, en un 58,8% hi vivien parelles casades, en un 7,7% dones solteres, i en un 28,6% no eren unitats familiars. En el 23,5% dels habitatges hi vivien persones soles el 9,8% de les quals corresponia a persones de 65 anys o més que vivien soles. El nombre mitjà de persones vivint en cada habitatge era de 2,71 i el nombre mitjà de persones que vivien en cada família era de 3,26.
Per edats la població es repartia de la següent manera: un 29,5% tenia menys de 18 anys, un 9,2% entre 18 i 24, un 31,8% entre 25 i 44, un 18,9% de 45 a 60 i un 10,6% 65 anys o més.
L'edat mediana era de 33 anys. Per cada 100 dones de 18 o més anys hi havia 105,5 homes.
La renda mediana per habitatge era de 45.938 $ i la renda mediana per família de 52.813 $. Els homes tenien una renda mediana de 37.391 $ mentre que les dones 22.120 $. La renda per capita de la població era de 18.841 $. Aproximadament el 3,9% de les famílies i el 6% de la població estaven per davall del llindar de pobresa.

## Poblacions properes
El següent diagrama mostra les poblacions més properes.